# Zabibe
Zabibe var en regerande drottning över den nordarabiska stammen Qedar under 700-talet f.Kr.
Hon var den första av fem regerande arabdrottningar som finns uppräknade i assyriska dokument, där de efterförlande är Samsi, Yatie, Te'el-hunu och Tabua.  
Hon nämns som en av de vasaller som år 738 f.Kr. betalade tribut till Tiglath-Pileser III av Assyrien. Hon abdikerade till förmån för Samsi.